# Arjun Bahadur Thapa
Arjun Bahadur Thapa (népalais : अर्जुन बहादुर थापा), né le 12 janvier 1956, un des descendants de Bhakti Thapa, est un diplomate népalais et ex-secrétaire général de l'ASACR.

## Biographie

### Éducation
Arjun Bahadur Thapa a terminé sa maîtrise en droit international a l'université de l'Amitié des Peuples, à Moscou, en 1983, et a obtenu un diplôme en gestion de l'environnement à l'université d'Adélaïde, en Australie, en 1994. 

### Carrière
Thapa a occupé de nombreux postes au cours de sa carrière. Il a été le secrétaire général de l'ASACR, et a été ministre des Affaires étrangères de la république du Népal. 